# Кочёлек, Станислав
Станислав Кочёлек (пол. Stanisław Kociołek; 3 мая 1933, Варшава, Польская Республика — 1 октября 2015, Варшава, Республика Польша) — польский партийный и государственный деятель, член Политбюро ЦК ПОРП, заместитель председателя Совета Министров ПНР. Считается одним из руководителей военного подавления рабочих протестов декабря 1970 на Балтийском побережье. Получил за это прозвище «Кровавый котелок». В 1980—1982 — первый секретарь Варшавского комитета ПОРП, один из лидеров «партийного бетона», непримиримый противник Солидарности. После смены общественно-политического строя был привлечён к судебной ответственности, оправдан за недостаточностью улик. Умер вскоре после отмены оправдательного вердикта, до начала повторного процесса.

## Партийная карьера
Родился в семье железнодорожного служащего в Варшаве. После освобождения Польши от немецкой оккупации закончил общеобразовательную школу. В 1951—1952 годах работал школьным учителем в городе Илава. В 1957 окончил философский факультет Варшавского университета по специальности социолога. В 1956—1958 был секретарём университетского комитета правящей компартии ПОРП.
В 1958—1960 годах — первый секретарь Варшавского комитета Союза социалистической польской молодёжи (ССМ) («комсомол ПОРП»), в 1960—1963 годах был секретарём ЦК ССМ. С 1961 года — член ЦК ПОРП. В 1962—1967 годах — член Центрального совета профсоюзов Польши. С мая 1965 по февраль 1972 — депутат Сейма. 
В 1963—1964 годах — первый секретарь районного комитета ПОРП Варшава-Центр. В 1964—1967 годах — первый секретарь Варшавского комитета ПОРП. В декабре 1967 был переведён в Гданьск, где до июля 1970 года возглавлял воеводский комитет ПОРП. В ноябре 1968 года кооптирован в состав Политбюро ЦК ПОРП. С конца июня по конец декабря 1970 года являлся заместителем председателя Совета Министров ПНР. Был самым молодым членом партийного руководства. С декабря 1970 по февраль 1971 — секретарь ЦК ПОРП.

## Декабрьские события
В декабре 1970 года из-за объявленного повышения цен начались рабочие протесты на Балтийском побережье. С. Кочёлек был направлен в Гданьск в составе специально созданного местного координационного штаба. Наряду с ним  в штаб входили заместитель министра обороны генерал Гжегож Корчинский (начальник), первый секретарь Гданьского воеводского комитета ПОРП Алоизий Каркошка, заместитель министра внутренних дел генерал Генрик Слабчик, комендант гражданской милиции Гданьского воеводства полковник Роман Кольчиньский. Задачей штаба являлось руководство действиями силовых структур для «нормализации положения». В качестве члена этой структуры С. Кочёлек отдал директиву ввести в Гдыню войска для охраны партийно-государственных объектов.
16 декабря 1970 С. Кочёлек выступил по телевидению и призвал забастовщиков вернуться на рабочие места. Появление на телеэкране сделало его публичным лицом партийно-государственного насилия (хотя решение принимал не младший член Политбюро). По некоторым свидетельствам, он дал генералу Корчинскому санкцию открыть огонь на поражение (документальных подтверждений этому впоследствии обнаружить не удалось).
17 декабря 1970 года по дороге на предприятия рабочие подверглись обстрелу. В Гдыне 17 декабря погибли 13 человек, а в общей сложности 15-18 декабря в городах Балтийского побережья — 44 человека, ранения получили более 1100 человек.
Кровопролитие привело к смене руководства ПОРП и ПНР. Новый первый секретарь ЦК Эдвард Герек отстранил наиболее скомпрометированных деятелей. Наряду с бывшим первым секретарём Владиславом Гомулкой и секретарём по идеологии Зеноном Клишко, С. Кочёлек был снят с руководящих должностей, выведен из состава ЦК, Секретариата и Политбюро, а также лишён мандата депутата Сейма ПНР. Однако он, в отличие от Гомулки и Клишко, остался на государственной службе, перейдя в систему МИД ПНР.
В 1971—1978 годах занимал должность посла ПНР в Бельгии и Люксембурге. В 1978—1980 годах возглавлял Центральный совет кооперативных союзов. С июня по ноябрь 1980 года — посол в Тунисе.

## «Бетонный» секретарь
В конце 1980 года, на фоне острейшего политического кризиса, был возвращён в руководство ПОРП. Он не был введён в Политбюро, Секретариат или аппарат ЦК, но вновь занял пост первого секретаря Варшавского комитета ПОРП (сменил Алоизия Каркошку). Инициатива этого назначения исходила от нового первого секретаря ЦК Станислава Кани, который резко менял кадровую политику Герека и рассчитывал на варшавский опыт Кочёлека середины 1960-х. Однако, по ряду отзывов, Кочёлек не проявлял на посту большой активности — на практике партийное управление столицей осуществлял секретарь комитета Генрик Шабляк.
Станислав Кочёлек, наряду с Мирославом Милевским, Тадеушем Грабским, Стефаном Ольшовским, Анджеем Жабиньским, был одним из лидеров «партийного бетона» — догматичного крыла ПОРП, наиболее близкого к позициям руководства КПСС. Опорой Кочёлека являлся довольно многочисленный в столице партаппарат, идеологические функционеры (журналисты, лекторы, преподаватели), армейские и милицейские чины, ветераны ППР/ПОРП. При активном участии Кочёлека был создан «клуб партийной творческой интеллигенции» Варшава 80 — одна из самых агрессивных организаций «бетона» (наряду с KFP в Катовице, RSK в Щецине, PFK в Познани, KZMP в разных городах). Покровительствовал Кочёлек и национал-коммунистической организации «Грюнвальд». Тесно взаимодействовал со стержневой структурой «бетона» — клубами «Реальность» и «серым кардиналом „бетона“» Рышардом Гонтажем.
Первый секретарь Варшавского комитета ПОРП выступал за установление военно-партийной диктатуры и репрессии против Солидарности — подтверждая негативную репутацию, полученную им в декабре 1970 года. Во время Быдгощского кризиса Кочёлек предлагал закрыть в Польше все газеты, кроме органов ПОРП. Поддерживал контакты с резидентурой КГБ СССР (именно через него зондировалась позиция Владислава Гомулки). Получила известность фраза Кочёлека о необходимости подавить «Солидарность» военным насилием, даже ценой «нескольких тысяч жертв, которые предотвратят море крови». При этом Кочёлек отличался подчёркнутой лояльностью даже к опальным представителям номенклатуры — своим распоряжением он выделил столичную квартиру повышенной комфортности отставленному сподвижнику Герека Здзиславу Грудзеню.
Такая позиция отвергалась не только в польском обществе, но в значительной степени и в правящей партии. На IX чрезвычайном съезде ПОРП Кочёлек потерпел сокрушительное поражение при выборах в ЦК, получив всего 611 голосов из почти 2000 делегатов. Однако он оставался руководителем варшавской парторганизации и после съезда ужесточил курс. На заседании Варшавского комитета 13 октября 1981 прозвучали резкие нападки на главу партии Станислава Каню за «капитулянтство перед „Солидарностью“ и уступки церкви». Как и другие лидеры «бетона», Кочёлек приветствовал приход на пост первого секретаря ЦК ПОРП Войцеха Ярузельского — партийная власть генерала означала недвусмысленный сигнал установления военного режима.

## Второе отстранение
Вскоре после введения военного положения был снят с партийной должности (новым первым секретарём Варшавского комитета стал Мариан Возняк). Взятый курс вполне отвечал представлениям Кочёлека, но Ярузельский старался дистанцироваться от самых одиозных деятелей «бетона». При этом генерал негативно относился лично к Кочёлеку. Военная спецслужба WSW характеризовала Кочёлека как «безынициативного оторванного от жизни теоретика, покровителя „канцелярской мафии“, приведшего столичную парторганизацию в ужасающее состояние». Поводом для отставки послужили массовые протесты и столкновения в Варшаве 1 и 3 мая 1982. На первого секретаря возложили вину как на «несправившегося с ситуацией».
В июле 1982 года С. Кочёлек был направлен послом в СССР — что означало почётную форму устранения из польской политики. В 1983 вошёл в руководство Общества польско-советской дружбы. В 1985 фактически завершил всякую политическую деятельность, хотя до 1989 оставался главным редактором философско-политического ежемесячника Polish Perspectives.

## Судебный процесс
После смены общественно-политического строя в Польше был привлечён к ответственности за участие декабрьских событиях 1970 года. В 1995 году вместе с Войцехом Ярузельским, Тадеушем Тучапским и ещё несколькими отставными военными предстал перед судом.
Защита обвиняемых утверждала, что политическое решение принимали Гомулка и Клишко, процедура исполнения определилась директивой начальника генштаба генерала Болеслава Хохи, непосредственный приказ открыть огонь отдавал генерал Корчинский — тогда как другие военачальники по обязанности приказ исполняли, а Кочёлек лишь передавал военным указания политического руководства, не стремясь к кровопролитию. Главным виновником кровопролития назывался при этом Гомулка. Сам Кочёлек утверждал, будто не был осведомлён об указаниях применить оружие, «не видел причинно-следственной связи» между своими действиями и гибелью людей и возлагал ответственность на Корчинского. Однако он признал свою «политическую причастность к трагедии».
Ни Гомулки, ни Клишко, ни Корчинского, ни Хохи ко времени суда давно не было в живых. По этой причине пункты обвинения не могли быть досконально прояснены в ходе судебного следствия. Обвинению не удалось документально доказать прямую ответственность Кочёлека в совершённых убийствах. Суд посчитал, что указания Кочёлека военным не содержали дословного приказа совершать убийства, его озвученная позиция, в отличие от позиции Клишко, не ориентировала безоговорочно на насилие, а телевыступление 16 декабря не обязательно вело к кровопролитию следующего дня. В 2013 году суд оправдал Кочёлека.
Комментаторы судебного процесса связывали данный оправдательный вердикт (а также мягкие приговоры войсковым командирам, которые получили по 2 года условно) с тем, что обвиняемые и их адвокаты имели полную возможность использовать все легальные способы защиты и затягивания процесса. Результатом стали приговоры, которые в общественном восприятии не соответствовали понятиям о справедливости.
Прокуратура опротестовала оправдательный вердикт. В апреле 2015 Верховный суд Польши удовлетворил прокурорскую кассацию, отменил решение нижестоящий инстанции и направил дело на новое рассмотрение в суд Гданьска. Судья Томаш Гжегорчик отметил, что Кочёлек знал о происходящем и не мог не понимать последствий своих действий. Однако Кочёлек умер до начала процесса.

## Место в фольклоре
Несмотря на официальное оправдание, именно Кочёлек — как наиболее публичная фигура событий 1970 года — вошёл в политический фольклор как олицетворение той расправы:

Krwawy Kociołek, to kat Trójmiasta,

Przez niego giną starcy, niewiasty.

Poczekaj draniu, my cię dostaniem!

Janek Wiśniewski padł.

Ballada o Janku Wiśniewskim

Кровавый Кочёлек, палач Труймяста,

Из-за него погибают старики и женщины.

Погоди, мерзавец, мы тебя достанем

Янек Вишневский пал.

Баллада о Янеке Вишневском

## Смерть
С. Кочёлек умер 1 октября 2015 года. Интересно, что первая информация об этом — по последующим данным польских СМИ — появилась в Gazeta Wyborcza многолетнего диссидента-антикоммуниста Адама Михника.
Похоронен на кладбище Воинские Повонзки в Варшаве. Церемония носила частный семейный характер, однако вызвала акцию протеста ассоциации Солидарные 2010. Власти Варшавы вынуждены были пояснить, для похорон праха в урне не требуется их согласия (в этом прозвучал очевидный намёк на несогласие столичной администрации с захоронением Кочёлека на престижном военном кладбище). В день похорон 7 октября 2015 протестующие устроили пикет с фотографиями рабочих, убитых в декабре 1970.